# Pensées fugitives I
Pensées fugitives I is een compositie van Frank Bridge. Bridge was van plan een drietal Pensées fugitives (vertaling: vluchtige gedachten) te componeren, maar het bleef bij deze ene. Het werkje in f mineur is geschreven voor piano en wordt toebedeeld aan zijn vroege periode. Het tempo hoort bij de titel: andante moderato. Bridge componeerde het tijdens de laatste maanden van zijn verblijf aan de Royal College of Music of net nadat hij dat instituut had verlaten.

## Discografie
- Uitgave Continuum: Peter Jacobs in 1990
- Uitgave Naxos: Ashley Wass (piano) uit 2005
- Uitgave Somm: Mark Bebbington uit 2011